# ريتشارد ويلسون (لاعب اتحاد الرغبي)
ريتشارد ويلسون (بالإنجليزية: Richard Wilson)‏ هو لاعب اتحاد الرغبي نيوزيلندي، ولد في 19 مايو 1953 في Leeston ‏ في نيوزيلندا.

## وصلات خارجية
- ريتشارد ويلسون عل موقع إسبنسكروم (الإنجليزية)